# Wag the Dog
Wag the Dog (titulada en español: La cortina de humo (en España), Mentiras que matan (Argentina), Escándalo en la Casa Blanca (Resto de Hispanoamérica) es una película estadounidense de 1997, dirigida por Barry Levinson, escrita por Hilary Henkin y el prestigioso dramaturgo David Mamet. Sus principales protagonistas son Dustin Hoffman, Robert De Niro, Anne Heche, Willie Nelson y Denis Leary.

## Argumento
El presidente de Estados Unidos es sorprendido haciendo insinuaciones sobre una menor de edad en el despacho oval, menos de dos semanas antes de las elecciones. Conrad Brean (Robert De Niro), un spin doctor, es traído por la asistente presidencial Winifred Ames (Anne Heche) para desviar la atención pública del escándalo. El asesor decide construir una guerra ficticia contra Albania, esperando que los medios de comunicación se concentren en eso. Brean se pone en contacto con el productor de Hollywood, Stanley Motss (Dustin Hoffman), para crear la guerra, con un tema musical y una falsa filmación. El engaño es inicialmente exitoso, con el presidente ganando terreno rápidamente en las encuestas.
Cuando la CIA se entera del complot, envían al agente Young (William H. Macy) a confrontar a Brean sobre el engaño. Brean convence a Young de que revelar el engaño va contra sus intereses y los de la CIA. Pero cuando la CIA, en connivencia con el candidato rival del presidente, informa que la guerra ha terminado, los medios de comunicación comienzan a centrarse nuevamente en el escándalo de abuso sexual. Para contrarrestar esto, Motss inventa un héroe que quedó atrapado tras las líneas enemigas en Albania. Inspirados por la idea de que fue "descartado como un zapato viejo", Brean y Motss piden al Pentágono que proporcione un soldado de las fuerzas especiales con un nombre coincidente y se identifica a un sargento de apellido "Schumann", o "zapato" en Latinoamérica (Woody Harrelson), alrededor del cual se puede construir una narrativa de prisioneros de guerra. Como parte del engaño, el cantante de folk Johnny Dean (Willie Nelson) graba una canción llamada "Good Old Shoe", que se coloca en un disco de 78 rpm, envejecido prematuramente para que los oyentes piensen que se grabó años antes y se envió a la Biblioteca del Congreso para ser "encontrado". Pronto, una gran cantidad de pares de zapatos viejos comienzan a aparecer en los cables telefónicos y las líneas eléctricas, y un movimiento de base se afianza.
Cuando el equipo va a recuperar a Schumann, descubren que, de hecho, es un convicto del ejército criminalmente loco. De regreso, su avión se estrella camino a la Base de la Fuerza Aérea Andrews. El equipo sobrevive y es rescatado por un granjero, un inmigrante ilegal al que se le otorga la ciudadanía expedita para una mejor historia. Sin embargo, Schumann muere después de intentar violar a la hija del dueño de una gasolinera. Aprovechando la oportunidad, Motss organiza un elaborado funeral militar para Schumann, alegando que murió por las heridas sufridas durante su rescate.
Mientras ve un programa de entrevistas políticas, Motss se siente frustrado porque los medios de comunicación atribuyen el auge del presidente en las encuestas al insípido lema de la campaña de "No cambies de caballo a mitad de camino" en lugar de al arduo trabajo de Motss. Motss afirma que quiere crédito y revelará su participación, a pesar de la oferta de Brean de ser embajador y la advertencia de que está "jugando con su vida". Después de que Motss se niega a cambiar de opinión, Brean ordena de mala gana a su personal de seguridad que lo mate. Un noticiero informa que Motss murió de un ataque al corazón en su casa, el presidente fue reelegido con éxito y una organización terrorista se atribuyó la responsabilidad de un atentado en una ciudad albanesa, lo cual obliga al gobierno estadounidense a enviar tropas a Albania "de nuevo".

## Reparto
- Robert De Niro como Conrad Brean
- Dustin Hoffman como Stanley Motss
- Anne Heche como Winifred Ames
- Denis Leary como Fad King
- Willie Nelson como Johnny Dean
- Andrea Martin como Liz Butsky
- Kirsten Dunst como Tracy Lime
- William H. Macy como agente Charles Young
- Craig T. Nelson como senador Neal
- John Michael Higgins como John Levy
- Suzie Plakson como Grace
- Woody Harrelson como sargento William Schumann
- Suzanne Cryer como Amy Cain
- David Koechner como el director
- Jay Leno como él mismo

## Comentarios
Basada en la novela titulada American Hero de Larry Beinhart; la película muestra en clave de comedia el cinismo de la política exterior norteamericana. La fotografía corre a cargo de Robert Richardson, colaborador de directores como Oliver Stone y Martin Scorsese. La banda sonora está escrita e interpretada por el guitarrista y cantante Mark Knopfler.

## Premios y nominaciones
- 1997: 2 nominaciones al Oscar: Mejor actor (Dustin Hoffman), guion adaptado.

- 1998: Nominada Premios BAFTA: Mejor guion adaptado.

- 1997: 3 nominaciones al Globo de Oro: Película comedia, actor comedia, guion.

- 1997: National Board of Review: Mejor actriz secundaria (Anne Heche).

- 1998: Festival de Berlín: Oso de Plata - Premio Especial del Jurado.

- 1997: Critics' Choice Awards: Nominada a Mejor película.

- 1997: Sindicato de Guionistas (WGA): Nominada a Mejor guion adaptado.

- 1997: Sindicato de Actores (SAG): Nominada a Mejor actor (Dustin Hoffman).

- Datos: Q623443